# Accidente del AS332 de la Fuerza Aérea Mexicana de 2011
El accidente aéreo del helicóptero AS 332 L2 TPH06 de la Fuerza Aérea Mexicana ocurrió el 11 de noviembre de 2011, cuando un Eurocopter AS332 Super Puma con matrícula oficial AS332XC-UHP TPH06 se estrelló en un paraje rural cercano a Santa Catarina Ayotzingo, municipio de Chalco, Estado de México.
La aeronave, construida en 1983 y próxima a ser retirada del servicio, era maniobrada por tres tripulantes de la Fuerza Aérea Mexicana. Salió del hangar presidencial en el Aeropuerto Internacional de la Ciudad de México a las 07:23 hora local (13:23 GMT) para dirigirse al Campo Marte, donde fue abordada por cinco pasajeros.  Despegó de ahí alrededor de las 8:45 hora local (14:45 GMT), después de haber tenido retrasos debido a la niebla. Tenía como destino la ciudad de Cuernavaca, Morelos. Transportaba ocho personas en total. A las 08:55 hora local (14:55 GMT) el artefacto desapareció de los radares.
Entre los pasajeros estaba el secretario de Gobernación de México, Francisco Blake Mora, quien inauguraría la Sexta Asamblea General Ordinaria de la Asociación Mexicana de Impartidores de Justicia (AMIJ) en el World Trade Center de Xochitepec. En ese acto estaría acompañado por el presidente de la Suprema Corte de Justicia de la Nación, Juan N. Silva Meza, y por el gobernador de Morelos, Marco Adame Castillo. El acto protocolario estaba previsto para las 09:00 hora local (15:00 GMT), pero se realizó una hora después, debido al retraso del secretario de Gobernación.
Aproximadamente a las 11:11 hora local (17:11 GMT) el helicóptero fue encontrado destruido.
A las 12:30 hora local (18:30 GMT) la vocera de la Presidencia de la República, Alejandra Sota Mirafuentes, anunció la muerte de José Francisco Blake Mora y 7 personas más que viajaban en el helicóptero TPH06 de la Fuerza Aérea Mexicana comisionado al Estado Mayor Presidencial.
Minutos antes de las 15:00 hora local (21:00 GMT), en un mensaje oficial, el presidente Felipe Calderón informó que había girado instrucciones al secretario de Comunicaciones y Transportes, Dionisio Pérez-Jácome Friscione, para que conformara el equipo de trabajo encargado de esclarecer los hechos con los mejores expertos del mundo. Señaló que el helicóptero había permanecido bajo resguardo en el hangar del Estado Mayor Presidencial, además de que se le había dado mantenimiento recientemente. Aludió a la nubosidad como una posible causa del accidente.
Dionisio Pérez-Jácome Friscione anunció la integración de un comité con expertos de la Oficina Encargada de la Investigación de Accidentes e Incidentes de Aviación Civil en Francia, país donde se fabricó el helicóptero, de la National Transportation Agence Safety Board de Estados Unidos, así como de la empresa Eurocopter.

## Víctimas
Pasajeros
- Francisco Blake Mora: secretario de Gobernación de México.
- Felipe Zamora Castro: subsecretario de Asuntos Jurídicos y de Derechos Humanos de Gobernación.
- José Alfredo García Medina: director general de Comunicación Social de Gobernación.
- Diana Miriam Hayton Sánchez: secretaria técnica de la Oficina del Secretario de Gobernación.
- René de León Sapién: mayor, miembro del Estado Mayor Presidencial.

Tripulación
- Felipe Bacio Cortés: teniente coronel de la Fuerza Aérea Mexicana, piloto.
- Pedro Ramón Escobar Becerra: teniente, copiloto.
- Jorge Luis Juárez Gómez: sargento primero, de la Fuerza Aérea Mexicana, especialista en mantenimiento de aviación.[13]

## Causas del accidente
El 9 de noviembre de 2012, Gilberto López Meyer, director general de Aeropuertos y Servicios Auxiliares, presentó las conclusiones de la Secretaría de Comunicaciones y Transportes donde indica que las causas principales del accidente se debieron a una «decisión inadecuada de la tripulación al mando de la aeronave, de continuar con la operación durante la realización de un vuelo bajo las reglas de vuelo visual, no obstante el encontrarse con condiciones de vuelo por instrumentos con visibilidad pobre o nula, lo que generó un impacto contra el terreno sin pérdida de control (CFIT), derivado de una pérdida de conciencia situacional respecto a las elevaciones del terreno circundante».